# Apherusa megalops
Apherusa megalops är en kräftdjursart som först beskrevs av Buchholz 1874.  Apherusa megalops ingår i släktet Apherusa och familjen Calliopiidae. Inga underarter finns listade i Catalogue of Life.